# Фуртаду, Жозе
Жозе Эмилиу Робалу Фуртаду (порт. José Emílio Robalo Furtado; род. 14 марта 1983, Прая, Кабо-Верде) — кабо-вердианский и португальский футболист, выступающий на позиции нападающего.

## Клубная карьера

### Ранняя карьера
Хосе Фуртадо родился 14 марта 1983 года в столице Кабо-Верде Прайе.
Спустя какое то время переехал в Португалию, где стал обучаться в футбольной академии Каса Пии. После 5 лет обучения дебютировал за родной клуб на профессиональном уровне. Отыграв за клуб 45 матчей при 16 забитых голах, был замечен руководством Порту, в связи с чем 1 июля 2003 года был оформлен переход игрока в новый клуб. Однако за основной состав не попал, и представлял второй состав команды, за год игры сыграл в 30 матчах при 9 забитых голах.
В 2004 году перешёл на правах аренды в клуб четвёртой лиги Португалии Туризенсе, в котором отыграл полный сезон выйдя на поле 25 раз забив при этом 12 голов.

### Болгарский период
Спустя год снова был отдан в аренду, на этот раз в болгарский клуб Вихрен. Отыграв за клуб половину сезона (12 матчей) и забив при этом 10 голов был отдан в клуб-лидер Болгарской лиги ЦСКА (София). За клуб сыграл 18 матчей, отметившись при этом шестью голами.

### Возвращение в Португалию
1 июля 2007 года переехал обратно в Португалию в клуб высшей лиги Пасуш де Феррейра. Ранний уход из болгарского клуба связан с несколькими конфликтами в команде, включая драку с одноклубником.
Дебютировал в матче против Маритиму 18 августа того же года. Встреча закончилась поражением со счётом 3:1. Первый и единственный гол за клуб забил в матче против амадорского клуба Эштрела. Гол забит на 71 минуте, встреча закончилась победой со счётом 2:1. Спустя год игрок переходит в клуб Униан Лейрия. Отыграв за клуб 4 матча переходит в греческую команду Ионикос.

### Греческий период
За клуб дебютировал в матче против Эгалео, и в том же матче забил свой первый гол за команду. Встреча закончилась победой со счётом 2:0. Всего за клуб провёл 30 матчей отметившись в них 13 голами.
1 июля 2010 года перешёл в клуб второй лиги Греции ПАС. За команду дебютировал в матче против Агротикос Астероса. Встреча закончилась безголевой ничьей. Первый гол за команду забил в матче против Илиуполи. Встреча закончилась результативной ничьей 1:1. Гол Фуртадо был спасительным, забит на 90 минуте матча. Всего за клуб провёл 15 матчей в которых забил два гола.
1 июля 2011 года перешёл в Панахаики. Первый матч за команду провёл 30 октября против Платаньяса. Встреча закончилась минимальным поражением со счётом 1:0. Первый гол за команду забил в ворота Верии. Мяч был голом престижа, и встреча была проиграна со счётом 2:1.
7 августа 2012 года игрок оформляет переход в афинский клуб АЕК. За команду дебютировал в матче против Астераса. Встреча закончилась минимальным поражением АЕКа. Первый и единственный гол за клуб забил 23 сентября в матче против клуба из Ираклиона ОФИ. Первый раунд матча вёлся со счётом 2:0 в пользу команды соперников, однако на 43 минуте Фуртадо сокращает отрыв. Однако во втором раунде на 47 минуте матча Хосе получает жёлтую карточку, и оставшийся матч играет с осторожностью. Итоговый счёт во встрече: поражение 2:1.
8 августа 2013 года игрок переходит в команду румынской лиги Поли Тимишоара. Первый матч в команде игрок провёл против Васлуя. В матче заработал жёлтую карточку, встреча в итоге завершилась поражением со счётом 1:0. В 2014 году покинул клуб в связи с его расформированием.
После полугода бездействия вернулся в греческую лигу где подписался в Панегиалос. Первый матч за клуб провёл 26 января против бывшего клуба АЕКа. Встреча закончилась разгромным поражением со счётом 3:0. Первый гол за клуб забил в матче против АОТа из Алимоса. В матче забил единственный победный гол команды, а также во второй половине матча получил сначала жёлтую, а затем красную карточку. Всего за клуб провёл 17 матчей в которых отметился 8 голами.
В том же году переходит в другой греческий клуб Пансерраикос. Первый матч за команду провёл против Агротикоса Астероса, и в нём же отметился своим первым голом оформленным на 63 минуте матча. Тем не менее встреча была проиграна со счётом 2:1. Всего за команду провёл 25 матчей в которых отметился 13 голами.

### Кипрский период
26 июля 2016 года перешёл в кипрский клуб из Дериньи Анагенниси. Первый матч за клуб провёл против АЕЛа. Встреча закончилась поражением со счётом 1:0. Первый гол за клуб забил в матче против клуба из села Ахна Этникоса. Встреча была зрелищной и закончилась поражением со счётом 5:3. Всего за клуб провёл 20 матчей и отметился 6 голами.
28 февраля 2017 года оформил контракт с польским клубом из Грудзёндза Олимпией. Первый матч за клуб провёл против Медзи из Легницы. Встреча закончилась победой со счётом 2:1. Всего за клуб провёл 3 матча голами в которых не отметился.
8 августа переходит в Спарта ПАЭ. Первый матч за клуб провёл против Трикалы. Встреча закончилась поражением со счётом 1:3. Первый гол за клуб забил в матче против Аннагениси из Кардицы. В матче оформил дубль, и встреча была выиграна со счётом 2:0. Всего за клуб провёл 20 матчах и отметился 4 голами, после чего вернулся в Панегиалос.

## Достижения
- Обладатель Суперкубка Болгарии: 2006